# I tre centurioni
I tre centurioni è un film del 1964, diretto da Roberto Mauri.

## Trama
Durante l'Impero Romano. Un imperatore adolescente, Eliogabalo, è tecnicamente sul trono ma viene manipolato dalla madre connivente, che possiede il vero potere.